# Metajezik
U logici i lingvistici, metajezik je jezik korišten u iskazivanju tvrdnji o drugim jezicima (objektnim jezicima). Formalni sintaksni modeli za opis gramatike, npr. generativna gramatika, su tipovi metajezika. Šire, može se odnositi na bilo koju terminologiju jezika rabljenog u diskusiji o jeziku samom - napisanoj gramatici, na primjer, ili na diskusiju o uporabi jezika.

## Računarstvo
Računala nisu inteligentna kao ljudi i stoga ne shvaćaju suštinu ideje kao što bi to osoba uradila. Računala slijede programe koji su skupovi instrukcija čistog i jednostavnog jezika. Razvoj programskih jezika uključuje uporabu metajezika. Backus-Naurov oblik je jedan od najranijih metajezika rabljenih u računarstvu i razvijen je 1960-ih od strane Johna Backusa i Petera Naura.
HTML i XHTML su primjeri označnih jezika koje bilo tko može koristiti za prikaz web stranica na internetu medijem kao što je tekst (formatirani ili neformatirani), grafika, zvuk i video. Označni su jezici različiti od metajezika na način što opisuju kako dokument treba biti prikazan a ne sintaksu računalnog programskog jezika. XML je metajezik korišten za opis XHTML-a baš kao što je SGML korišten za opis HTML-a. XHTML je mnogo striktniji od HTML-a, primjerice XHTML je osjetljiv na velika i mala slova, za razliku od HTML-a.
XML je korišten za opis tipova dokumenata kao što je "OpenDocument Text", koji je nativni format za procesor teksta u uredskom paketu OpenOffice.org. Mnogi su drugi metajezici zasnovani na W3C XML 1.0 standardu, uključujući:
- XQuery (upitni jezik zasnovan na XML-u)
- XLink
- SVG
- SMIL
- mnogi drugi

Također postoje i specijalni označni jezici za matematičke i znanstvene notacije kao što su TeX i LaTeX, ili neke od mnogih njihovih varijanti.